# Роза фон Ростгорн-Фрідман
Розалія (Роза) фон Ростгорн-Фрідман (нім. Rosalie (Rose) von Rosthorn-Friedmann; нар.12 лютого 1864, Превалє, регіон Корошка, Словенія — пом.13 січня 1919, Баден, Нижня Австрія) — австрійська шляхтя́нка, світська дама, альпіністка, відома за портретом роботи австрійського художника Ґустава Клімта.

## Життєпис
Роза фон Ростгорн, яка належала до династії підприємців Ростгорнів, народилася в сім'ї промисловця Адольфа Ростгорна та його дружини Розалії Фішер, і була троюрідною сестрою лікаря Альфонса фон Ростгорна.

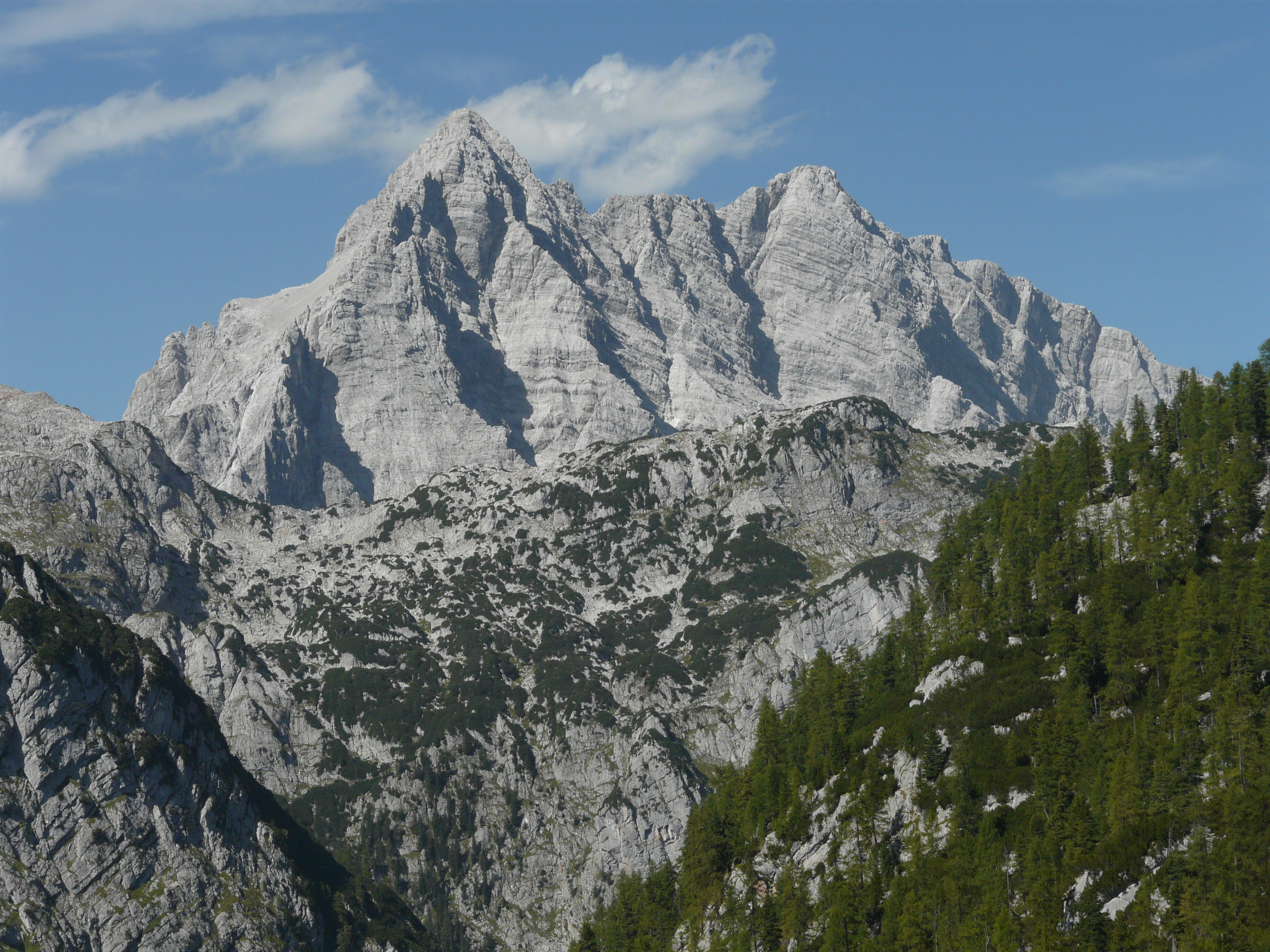
Гора Вацманн

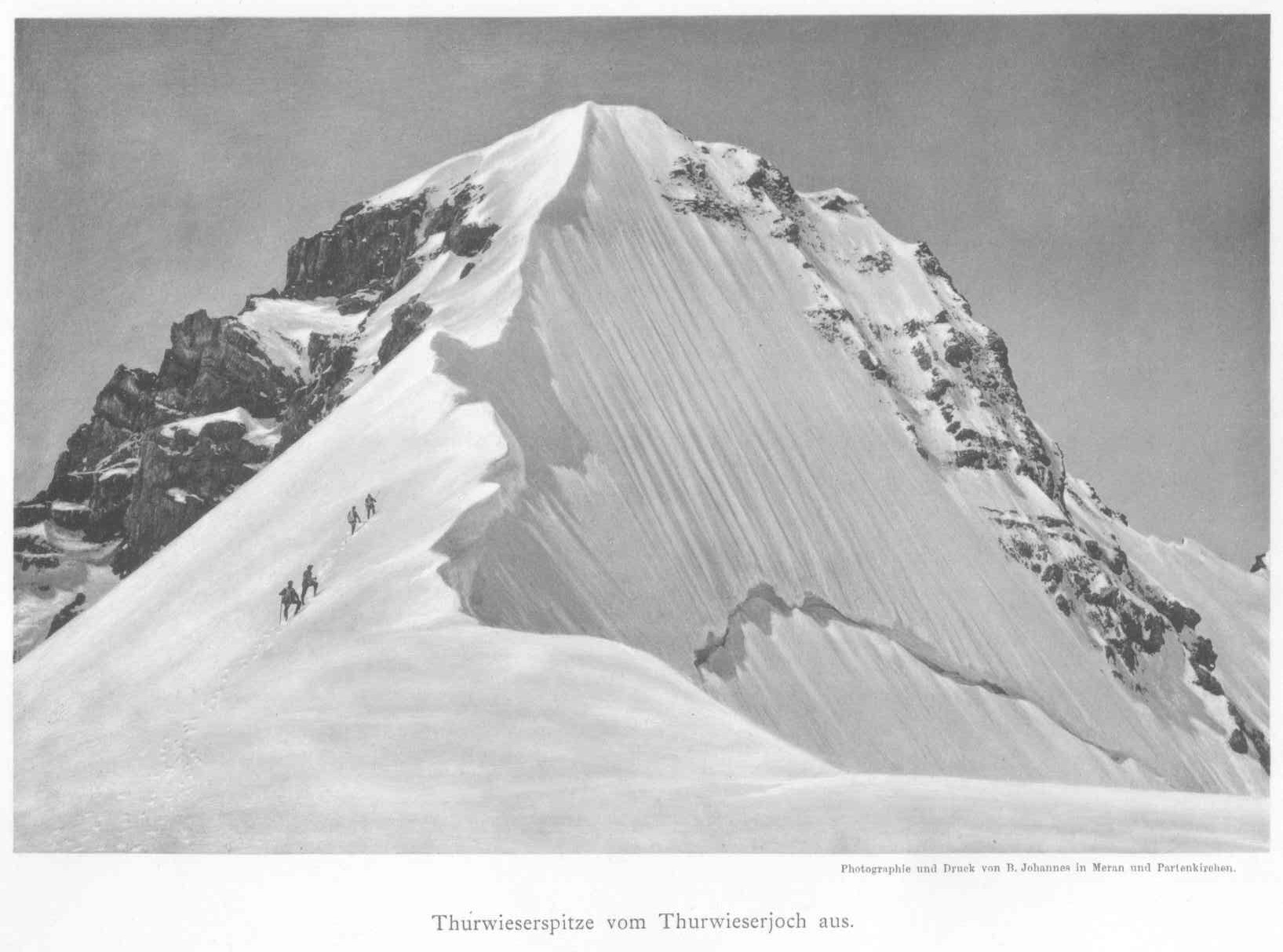
Шпиль Турвізера

У молодому віці Роза фон Ростгорн почала ходити в гори, спочатку поблизу Відня, в гірських масивах Ракс (у Східних Альпах) і Шнеберг (у Нижній Австрії). 1881 року Роза фон Ростгорн стала першою жінкою, яка підкорила зі східного схилу баварську гору Вацманн (2653 м), найвищу скелю в Східних Альпах. У 1888 році їй підкорився шпиль Турвізера (3641 м) в масиві Ортлер, Південний Тіроль в Італії.
6 січня 1883 року Роза фон Ростгорн-Фрідман одружилася з юрисконсультом Австрійської державної залізниці Бруно Ванґером фон Фрайнсгаймом (нім. Bruno Wanger von Freynsheim), який був на 14 років старший за неї. Від зв'язку народилася дочка Дора (1885—1960), а 16 листопада 1886 року пара розлучилася.
4 грудня 1886 року вона вийшла заміж вдруге за австрійського промисловця, альпініста, ковзаняра та фехтувальника Луїса Філіппа Фрідмана (1861—1939). Луїс Фрідман, зі своїм братом Максом, був власником процвітаючої фабрики з виробництва деталей для локомотивів у Відні-Леопольдштадті з філіалом у Нью-Йорку. Він також був президентом виробника автомобілів Gräf & Stift. У наступному році у них народилася дочка Марі Александрін. Подружжя було поважаним серед віденських драматургів (Гуґо фон Гофмансталь), письменників (Артур Шніцлер) і художників. Густав Клімт намалював портрет Рози фон Ростгорн-Фрідман, що належить до однієї з його найвідоміших робіт і тепер зберігається в австрійській галереї Бельведер у Відні.
Під час Першої світової війни Роза працювала медсестрою у віденському військовому шпиталі, де заразилась смертельним черевним тифом, від якого померла 13 січня 1919 року у віці 54 років у санаторії Гутенбрунн у Бадені поблизу Відня. Гуго фон Гофманнсталь у своєму довгому листі до вдівця, висловив не лише виразну красу, але й розум і силу цієї незвичайної жінки.